# Franz Mürmann

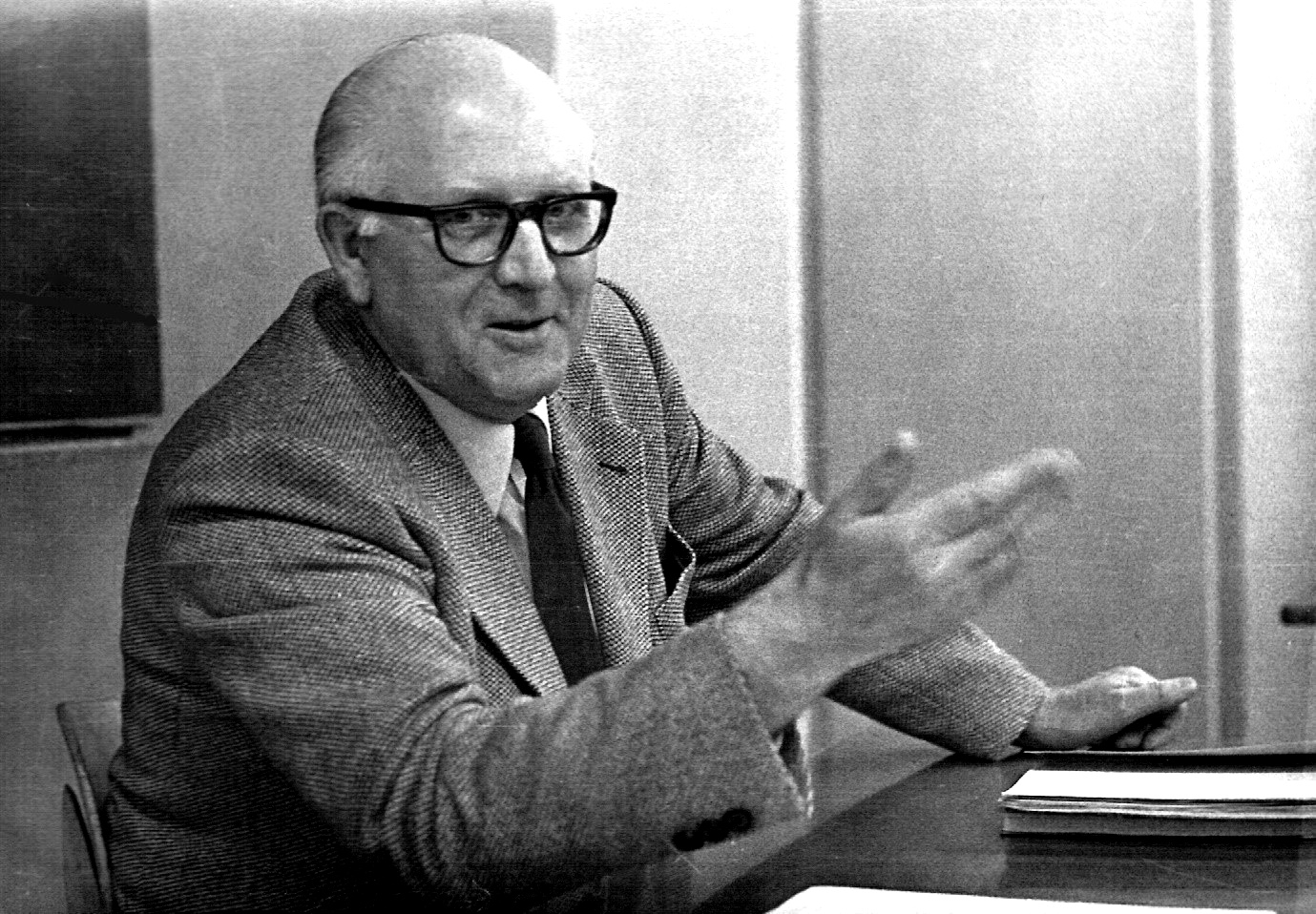
Franz Mürmann als Lehrer (1975)

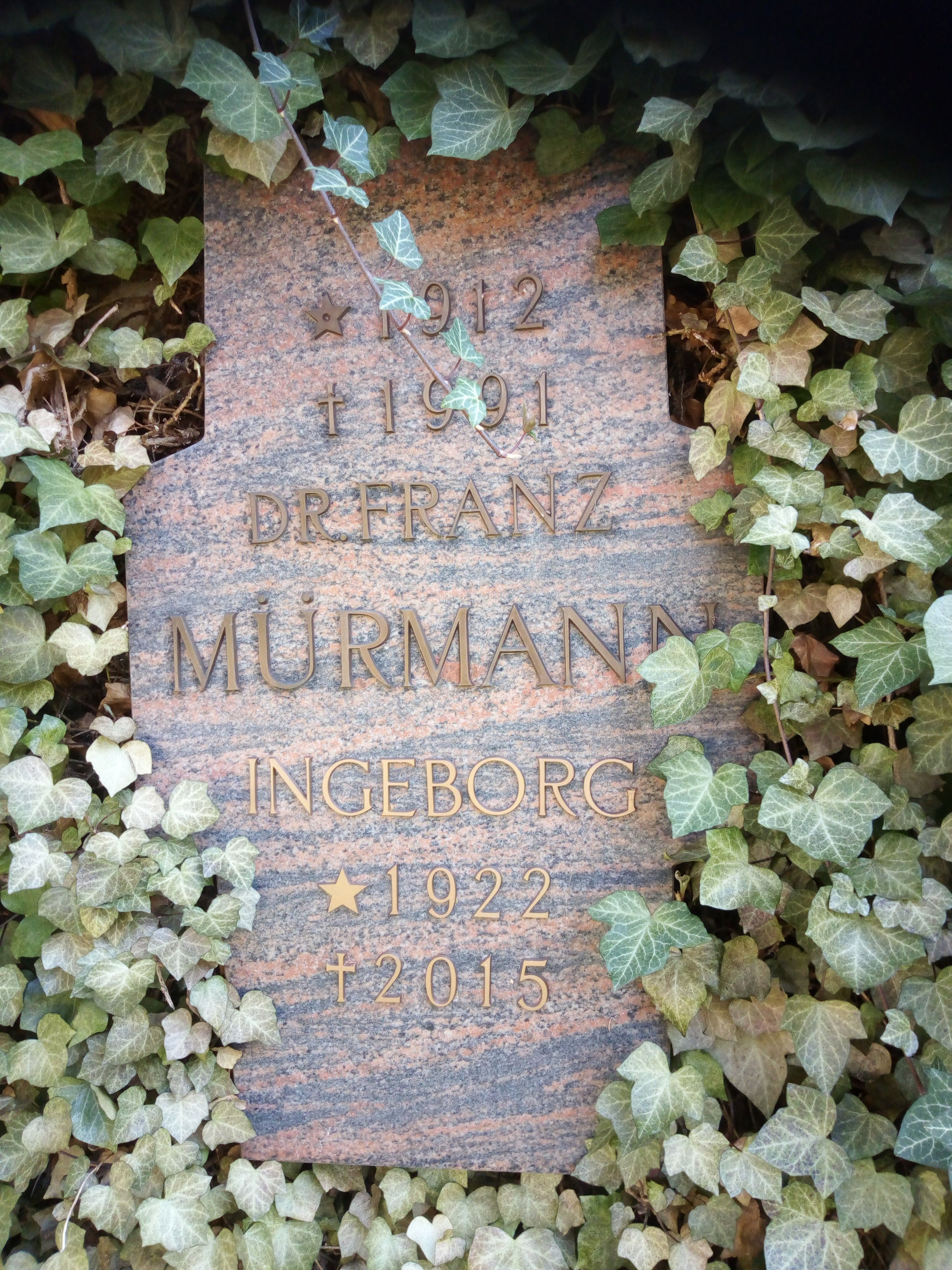
Grabstein Franz Mürmann, Burgfriedhof Warburg

Franz Mürmann (* 15. Oktober 1912 in Altenbeken; † 23. April 1991 in Warburg) war ein deutscher Archivar, Gymnasiallehrer und Historiker. 1964–1969 war er Bürgermeister von Warburg.

## Leben
Er war Sohn von August Mürmann und dessen Frau Gertrud, geb. Günnewicht. Nach der Schulzeit machte er zunächst eine Ausbildung als wissenschaftlicher Archivar, studierte dann Geschichte, Deutsch und Französisch und promovierte 1938 an der Universität Münster. Während des Zweiten Weltkrieges war er trotz bekannter hämophiler Veranlagung Soldat, geriet in amerikanische Kriegsgefangenschaft und arbeitete einige Zeit auf Baumwollfeldern im mittleren Westen der USA. Nach seiner Rückkehr heiratete er am 4. Juni 1949 in Bochum Ingeborg Rauer, mit der er zwei Töchter bekam.
1951 wurde er Lehrer am Gymnasium Marianum in Warburg und betreute gleichzeitig das Warburger Stadtarchiv. Zudem engagierte er sich bei der Einrichtung eines historischen Museums in dem 1340 erbauten Gebäude Haus Stern, das 1968 eingeweiht wurde. Nach seiner Pensionierung schrieb er zudem heimatgeschichtliche Arbeiten zur Region und gab ein zweibändiges Werk zur Stadtgeschichte von Warburg heraus, das 1986 zur 950-Jahr-Feier der Stadt Warburg erschien. 1988 wurden das Museum im Stern und das Stadtarchiv modernisiert und wesentlich erweitert.

## Politik
1959 trat Mürmann für die CDU in den Warburger Stadtrat ein. Fünf Jahre später wurde er zum Bürgermeister gewählt.
Während seiner Amtszeit wurde die Stadt vom Land Nordrhein-Westfalen zum Bundesausbauort erklärt und an die Bundesautobahn 44 angeschlossen. Die Bahnlinie sollte elektrifiziert und im nahen Hessen der Flughafen Calden gebaut werden.
Auch innerhalb der Stadt wurden groß dimensionierte neue Erschließungsstraßen gebaut. 1968 wurde der Grundstein für den Neubau eines Sparkassengebäudes gelegt. In der oberen Hauptstraße wurde eine ganze Zeile von sechs historischen Gebäuden durch neue Geschäftshäuser dahinter ersetzt, die zugehörigen Hausgärten entlang der heutigen Josef-Wirmer-Straße wurden weitgehend zerstört und durch Parkplätze ersetzt.
Zur Verbesserung der ärztlichen Versorgung des Kreises wurde ein Krankenhauszweckverband gegründet, um das St. Petri-Hospital durch einen neuen Operationstrakt und einen achtgeschossigen Bettenturm wesentlich zu erweitern. Hierzu sollte die Hüffertstraße verlegt und so der als Festplatz dienende Schützenplatz und einige Hausgärten zerstört werden, was zu großem Unmut in der Bevölkerung und zur Gründung einer freien Wählerinitiative, der Bürgerunion, führte.
Bei den Kommunalwahlen 1969 erhielt die CDU keine Mehrheit mehr im Stadtrat. Als neuer Bürgermeister wurde der von der Bürgerunion aufgestellte Kinobetreiber Heribert Schlinker gewählt.

## Werke
als Autor:
- Das Militärwesen des ehemaligen Hochstiftes Paderborn seit dem Ausgange des Dreißigjährigen Krieges. Dissertation an der Universität Münster 1938, Westfälische Zeitschrift, Bd. 95, Münster 1939
- Die geschichtliche Entwicklung der Stadt Warburg von der ersten preußischen Inbesitznahme im Jahre 1802 bis zur Konstituierung der Bundesrepublik Deutschland im Jahre 1949. In: Die Stadt Warburg. 1036–1986. Band 1, Hermann Hermes Verlag, Warburg 1986.
- Der Goldene Stern. hg. vom Museumsverein Warburg e. V. Bonifatius-Druckerei Paderborn, Warburg 1988.

als Herausgeber:
- Festschrift Gymnasium Marianum Warburg. Verein der ehemaligen Schüler des Gymnasium Marianum, Warburg 1974.
- Berthold Zünkler: Warburg in jenen Tagen, Das Kriegsende 1945 im Altkreis Warburg. Bussesche-Verlagsbuchhandlung, Herford 1982, ISBN 3-87120-864-7.
- Aus 950 Jahren Warburger Stadtgeschichte. In: Die Warte. 47. Jahrgang, Nr. 49, Bonifatius-Druckerei, Paderborn 1986.
- 700 Jahre Borgentreich 1280–1980. Borgentreich 1980.
- Die Stadt Warburg. 1036–1986. Band 1 und 2, Hermann Hermes, Warburg 1986.

## Auszeichnungen
- 1988: Bundesverdienstkreuz am Bande